# Jean Leuvrais
Jean Leuvrais, né le 16 août 1925 dans le 5e arrondissement de Paris, (Seine), et mort le 21 avril 2009 à Ancy-le-Franc, (Yonne), est un acteur et réalisateur français.

## Biographie

### Jeunesse
Jean Leuvrais naît le 16 août 1925 à Paris 5e, (Seine).

### Carrière
Jean Leuvrais entre au Conservatoire national supérieur d'art dramatique en 1947. Il joue dans plusieurs films français, aux côtés de Michel Serrault, notamment dans On ne meurt que deux fois, de Jacques Deray, Les Fantômes du chapelier, de Claude Chabrol, et L'Argent des autres, de Christian de Chalonge. Dans un genre plus léger, il a figuré dans La Boum 2, avec Sophie Marceau. En 1993, il a également participé à Louis, enfant roi, avec Carmen Maura. Il réalise aussi des mises en scène de théâtre, comme celle de Britannicus, en 1987.

### Mort
Jean Leuvrais meurt le 21 avril 2009 à Ancy-le-Franc, (Yonne), à l'âge de 83 ans.
Il est enterré au cimetière de Vireaux (Yonne).

## Théâtre

### Comédien
- 1947 - Histoire de Tobie et Sara, de Paul Claudel - mise en scène : Maurice Cazeneuve.
- 1947 - La Terrasse de midi, de Maurice Clavel - mise en scène : Jean Vilar, avec Jeanne Moreau et Michel Bouquet, Théâtre municipal d'Avignon.
- 1947 - La Tragédie du roi Richard II, de William Shakespeare - mise en scène : Jean Vilar.
- 1949 - Héloïse et Abélard, de Roger Vailland - mise en scène : Jean Marchat.
- 1950 - Le Feu sur la terre, de François Mauriac - mise en scène : Jean Vernier.
- 1951 - Le Prince de Hombourg, de Heinrich von Kleist - mise en scène : Jean Vilar.
- 1951 - Le Cid, de Pierre Corneille - mise en scène : Jean Vilar.
- 1952 - Lorenzaccio, d'Alfred de Musset - mise en scène : Gérard Philipe.
- 1952 - Nucléa, de Henri Pichette - mise en scène : Gérard Philipe.
- 1952 - L'Avare, de Molière - mise en scène : Jean Vilar.
- 1953 - La Mort de Danton, de Georg Büchner - mise en scène : Jean Vilar.
- 1955 - Anastasia, de Marcelle Maurette - mise en scène : Jean Le Poulain.
- 1956 - L'Ombre, de Julien Green - mise en scène : Jean Meyer.
- 1957 : César et Cléopâtre de George Bernard Shaw, mise en scène Jean Le Poulain, Théâtre Sarah-Bernhardt (Paris)
- 1957 - Phèdre, de Jean Racine - mise en scène : Roland Monod.
- 1957 - Henry IV, de William Shakespeare - mise en scène : Roger Planchon.
- 1958 - Procès à Jésus, de Diego Fabbri - mise en scène : Marcelle Tassencourt.
- 1959 - Le Dessous des cartes, d'André Gillois - mise en scène : Marcelle Tassencourt.
- 1960 - Édouard II, d'après Christopher Marlowe - mise en scène : Roger Planchon.
- 1960 - George Dandin, de Molière - mise en scène : Roger Planchon.
- 1961 - Schweyk dans la Deuxième Guerre mondiale, de Bertolt Brecht - mise en scène : Roger Planchon.
- 1962 - Pas de pique-nique à Calcutta, d'après Hugh Mills - mise en scène : Jean Leuvrais.
- 1962 - La Bête dans la jungle, de James Lord, d'après Henry James - mise en scène : Jean Leuvrais, avec Loleh Bellon, Théâtre de l'Athénée.
- 1964 - Le Dossier Oppenheimer, de Jean Vilar - mise en scène : Jean Vilar.
- 1965 - Les Zykov, de Maxime Gorki - mise en scène : Jean Leuvrais.
- 1966 - Richard III, de William Shakespeare - mise en scène : Roger Planchon.
- 1967 - La Famille écarlate, de Jean-Loup Dabadie - mise en scène : Gérard Vergez.
- 1969 - Bienheureux les violents, d'après Diego Fabbri - mise en scène : Raymond Gérôme.
- 1969 - Savonarole, de Michel Suffran - mise en scène : Jean-Pierre Laruy.
- 1970 - Hosanna, de Julien Vartet - mise en scène : Pierre Vernier.
- 1972 (19 novembre) - Le Voyageur sans bagage, de Jean Anouilh - avec Jean Davy, Geneviève Brunet et Monique Melinand, Théâtre municipal de Boulogne-sur-Mer (France).
- 1973 - La Débauche, de Marcel Achard - mise en scène : Jean Le Poulain.
- 1974 - La Polka, de Patrick Modiano - mise en scène : Jacques Mauclair.
- 1975 - Antigone, de Jean Anouilh - mise en scène : Nicole Anouilh.
- 1975 - Napoléon III à la barre de l'histoire, d'André Castelot - mise en scène : Jean-Laurent Cochet.
- 1980 - Dom Juan, de Molière - mise en scène : Roger Planchon.
- 1980 - Athalie, de Jean Racine - mise en scène : Roger Planchon.
- 1982 - Voyage chez les morts, d'Eugène Ionesco - mise en scène : Roger Planchon.
- 1983 - Ionesco, d'après Eugène Ionesco - mise en scène : Roger Planchon.
- 1985 - Volpone, de Jules Romains - mise en scène : Jean Mercure.

### Metteur en scène
- 1962 - Pas de pique-nique à Calcutta, d'après Hugh Mills.
- 1962 - La Bête dans la jungle, de James Lord, d'après Henry James - avec Loleh Bellon, Théâtre de l'Athénée.
- 1963 - La Dame aux camélias, d'Alexandre Dumas - avec Loleh Bellon, Théâtre Sarah-Bernhardt.
- 1965 - Les Zykov, de Maxime Gorki.
- 1986 - Bajazet, de Racine. Captation pour TF1, réalisation Pierre Cavassilas.
- 1987 - Britannicus.

## Filmographie

### Acteur
- 1959 - Le Village des miracles - téléfilm - Totem.
- 1962 - La Lettre dans un taxi - téléfilm de François Chatel et Louise de Vilmorin, - Gustave.
- 1964 - Mademoiselle Molière - téléfilm de Jean-Paul Sassy - Louis XIV.
- 1965 - Morgane ou Le prétendant - téléfilm d'Alain Boudet - San Vaënza.
- 1966 : La Machine à écrire, téléfilm français de Gilbert Pineau d'après la pièce de théâtre de Jean Cocteau : Fred
- 1967 - Le Golem - téléfilm, pour l'ORTF, de Jean Kerchbron : le commissaire.
- 1967 - Le Jeu des vacances - téléfilm - M. Marescu.
- 1968 - Les Atomistes - série télévisée - Frédéric.
- 1968 : Le Tribunal de l'impossible de Michel Subiela (série télévisée) (épisode Nostradamus alias Le Prophète en son pays) de Pierre Badel » - Chavigny.
- 1970 - La Femme en blanc - série télévisée - Sir Percival Glyde.
- 1970 - Une saison en enfer (italien : Una stagione all'inferno).
- 1971 - Des yeux par milliers braqués sur nous - téléfilm - Cazeres
- 1971 - Le Dessous des cartes d'une partie de whist - téléfilm - le chevalier de Tharsis.
- 1972 - De sang froid  - téléfilm - Julien Maréchal.
- 1972 : François Gaillard ou la vie des autres de Jacques Ertaud, épisode : Pierre » - le juge d'instruction.
- 1972 - Kean : Un roi de théâtre - téléfilm - le comte de Koefeld.
- 1972 : La Mort d'un champion d'Abder Isker - téléfilm - Julien.
- 1972 - Les Six Hommes en question - téléfilm - colonel Barbier.
- 1973 - Destins - série télévisée, épisodes « La Clé est sur la porte » et « Cocu, pendu et content » - Robin/l'instituteur.
- 1973 - Traitement de choc - film d'Alain Jessua - crédité sous le nom de Jean Levrans.
- 1975 : La Mort d'un touriste d'Abder Isker - Jean-Marie Quentin.
- 1977 - Le Loup blanc - téléfilm de Jean-Pierre Decour - Jude.
- 1977 - Les Samedis de l'histoire : Henri IV - téléfilm de Paul Planchon - Montaigne.
- 1977 - Richelieu - mini-série télévisée - le père Joseph.
- 1978 - L'Argent des autres - film de Christian de Chalonge - Helldorf.
- 1978 - La Ronde de nuit - téléfilm - Roland Roghman.
- 1978 - Les Grandes Conjurations : le Connétable de Bourbon - téléfilm - le vice-roi de Lannoy.
- 1979 - I… comme Icare d'Henri Verneuil - le ministre Robert Picart.
- 1979 - L'Associé de René Gainville - Armand, le directeur.
- 1980 - Le Fourbe de Séville - téléfilm d'Édouard Logereau - Don Pedro/Don Diègue.
- 1981 - La Mémoire des siècles - série télévisée - Charles d'Orléans.
- 1981 - Malevil - Bouvreuil, le pharmacien.
- 1981 : Messieurs les jurés, L'Affaire Baron de Boramy Tioulong - l'avocat général.
- 1982 - La Boum 2 de Claude Pinoteau - Portal.
- 1982 - Les Fantômes du chapelier de Claude Chabrol - Lambert.
- 1982 - Les Quarantièmes rugissants de Christian de Chalonge - Dorange.
- 1985 - On ne meurt que deux fois de Jacques Deray - le commissaire Bauman.
- 1985 - Le Rébus - téléfilm - Wurtz.
- 1986 - Bajazet - téléfilm de Pierre Cavassilas[6] - Acomat.
- 1993 - Louis, enfant roi de Roger Planchon - Novion.

## Doublage

### Cinéma

#### Films
- 1972 : Le Parrain :  Virgil Sollozzo (« Le Turc ») – Trafiquant d'héroïne lié à la famille Tattaglia (Al Lettieri)